# آکوداما درایو
آکوداما درایو (ژاپنی: アクダマドライブ هپبورن: Akudama Doraibu) یک مجموعه تلویزیونی انیمه ی سایبرپانک ژاپنی در سال ۲۰۲۰ است که توسط پیرو و توکیو گیمز تولید شده‌است. این داستان در آینده‌ای دوجانبه در کانسای اتفاق می‌افتد، جنایتکاران معروف به آکوداما را دنبال می‌کند که توسط دولت تعقیب می‌شوند. اگرچه در ابتدا قرار بود این سریال در ژوئیه سال ۲۰۲۰پخش شود، اما به دلیل دنیاگیری کووید-۱۹ تا اکتبر ۲۰۲۰ به تأخیر افتاد. این سریال به کارگردانی توموهیسا تاگوچی و نویسندگی نوریمتسو کائیهو ساخته شده‌است که هدف او نوشتن شخصیت‌های سرکش در کارهایشان بوده‌است. تأثیرات گفته شده آن‌ها شامل آثار کوئنتین تارانتینو و همچنین فیلم بلید رانر از سال ۱۹۸۰ است. اقتباس مانگا نیز نگارش شده‌است.

## داستان
در آینده‌ای نزدیک که کانسای به یک دولت خراجگزار تبدیل می‌شود، چندین جنایتکار بسیار ماهر که «آکوداما» نامیده می‌شوند، پیامی از یک مشتری ناشناس برای آزادی یک زندانی محکوم به اعدام به نام گِلو بر قبل از اعدام برای او ارسال می‌شود. چهار آکوداما به چالش پاسخ می‌دهند و به مقر پلیس کانسای می‌آیند تا یک روز بزرگ بدست آورند. با این حال، هنگامی که وارد کار شدند، آنها متوجه شدند که این شغل بخشی از یک طرح بزرگتر توسط مشتری آن‌ها بود تا آن‌ها را وادار کند با هم در یک کار بزرگتر کار کنند: نفوذ به شینکانسن و سرقت محموله‌های گرانبها از کوپه جلوی قطار. در این کار یک دختر معمولی دستگیر شده‌است که به اتهام جزئی دستگیر شد اما مجبور شد ظاهر یک کلاهبردار را حفظ کند و یک لوطی سطح پایین که به‌طور تصادفی در حین دزدی اولیه از زندان خارج شد. تیم باید با هم کار کنند تا کار را به پایان برسانند و روز حقوق زیادی را بدست می‌آورند، همه اینها در حالی است که جلوی جلادان پلیس کانسای را نمی‌گذارند.

## بازخورد
لورن اورسینی از شبکه انیمه نیوز، آکوداما درایو را به عنوان مورد انتظارترین سریال خود از پاییز ۲۰۲۰ در نظر گرفت. این سریال در اولین نمایش خود با توجه به شباهت‌های فیلم بلید رانر (۱۹۸۲)، با واکنش‌های مثبت متعدد طرفداران و بازبینی‌ها روبرو شد. یکی از منتقدان بیشتر به اکران فیلم شک می‌کرد و سریال را «تیز» مینامید. فاندوم پست به قسمت اول نمره «بی» داد، بازیگران بزرگ را سرگرم‌کننده اما در عین حال هنگام معرفی خنده دار می‌دانستند. قسمت زیر با ستایش متمرکز بر تعامل بازیگران و صحنه‌های جنگ نمره «ای» را به‌دست‌آورد.